# Fuentes de Año
Fuentes de Año – gmina w Hiszpanii, w prowincji Ávila, w Kastylii i León, o powierzchni 20,01 km². W 2011 roku gmina liczyła 135 mieszkańców.